# Gasolina (canção)
"Gasolina" é um canção do estilo reggaetón escrita por Daddy Yankee e Eddie Dee para o álbum de 2004 de Daddy Yankee Barrio Fino. Conta com participação de Glory, que canta o refrão "dame más gasolina". A canção foi lançada como single principal do álbum no final de 2004 e se tornou um hit, atingindo entre as dez principais na maior parte das charts na qual entrou. Na Austrália e nos Estados Unidos, "Gasolina" ganhou disco de platina, e recebeu várias nomeações a prémios, incluindo Gravação do Ano no Prêmio Grammy Latino de 2005.
No videoclipe oficial, o cantor porto riquenho canta em torno de uma tropa de choque da policia, e também contendo um trecho da música "No Me Dejes Solo" da dupla Wisin Y Yandel onde Daddy Yankee faz uma participação.
Em 2017, a canção foi incluída no número 8 entre os "12 Melhores Coros de Dancehall e Reggaeton do século XXI", da Billboard.
Em 2020, ganhou uma versão brasileira na voz de Anderson Cantor, com a versão: "Elas Gostam de Gasolina".